# Allsvenskan i handboll för herrar 2016/2017
Allsvenskan i handboll för herrar 2016/2017 var den tionde upplagan av Sveriges näst högsta division i handboll för herrar. Den spelades mellan den 23 september 2016 och den 29 mars 2017.

## Tabell
Not: Lag 1 till Handbollsligan 2017/2018, lag 2-4 till Kvalspel Handbollsligan, lag 11-12 till Allsvenskt kval, lag 13-14 åker ned till Division 1 2016/2017
| Nr | Lag                 | S  | V  | O | F  | GM   | IM  | MS    | P  |
| -- | ------------------- | -- | -- | - | -- | ---- | --- | ----- | -- |
| 1  | OV Helsingborg      | 26 | 21 | 0 | 5  | 702  | 583 | +119  | 42 |
| 2  | Tyresö HF           | 26 | 17 | 2 | 7  | 789  | 705 | +84   | 36 |
| 3  | Alstermo IF         | 26 | 17 | 2 | 7  | 804  | 761 | +43   | 36 |
| 4  | Önnereds HK         | 26 | 16 | 3 | 7  | 792  | 702 | +90   | 35 |
| 5  | IF Hallby (U)       | 26 | 16 | 2 | 8  | 817  | 712 | +105  | 34 |
| 6  | Skånela IF          | 26 | 15 | 1 | 10 | 717  | 667 | +50   | 31 |
| 7  | HK Varberg          | 26 | 14 | 2 | 10 | 709  | 689 | +20   | 30 |
| 8  | LIF Lindesberg      | 26 | 13 | 2 | 11 | 766  | 768 | −2    | 28 |
| 9  | RP IF Linköping (U) | 26 | 10 | 2 | 14 | 701  | 719 | −18   | 22 |
| 10 | Rimbo HK            | 26 | 10 | 1 | 15 | 6774 | 840 | +5934 | 21 |
| 11 | VästeråsIrsta HF    | 26 | 7  | 1 | 18 | 654  | 776 | −122  | 15 |
| 12 | IFK Tumba           | 26 | 4  | 4 | 18 | 675  | 790 | −115  | 12 |
| 13 | Anderstorps SK (U)  | 26 | 3  | 5 | 18 | 664  | 773 | −109  | 11 |
| 14 | HK Drott (N)        | 26 | 5  | 1 | 20 | 693  | 808 | −115  | 11 |

## Kvalspel

### Kvalspel till Handbollsligan
Kvalspelet till Handbollsligan spelas enligt följande. Lag 11 i Handbollsligan möter lag 4 från Allsvenskan, lag 12 från Handbollsligan möter lag 3 från Allsvenskan samt lag 13 från Handbollsligan möter lag 2 från Allsvenskan. Matcherna spelas i bäst av fem matcher.

#### HK Aranäs-Önnereds HK
HK Aranäs klar för fortsatt i spel i Handbollsligan. Önnereds HK fortsätter i Allsvenskan.
| Datum                           | Match                  | Resultat | Publik |
| ------------------------------- | ---------------------- | -------- | ------ |
| HK Aranäs - Önnereds HK (3 - 0) |                        |          |        |
| 12 april                        | Önnereds HK- HK Aranäs | 26 - 30  | 947    |
| 16 april                        | HK Aranäs -Önnereds HK | 27 - 23  | 1 163  |
| 20 april                        | HK Aranäs -Önnereds HK | 24 - 21  | 1 291  |

#### Hammarby IF - Alstermo IF
Hammarby IF klar för fortsatt i spel i Handbollsligan. Alstermo IF fortsätter i Allsvenskan (under nya namnet Amo Handboll).
| Datum                             | Match                    | Resultat | Publik |
| --------------------------------- | ------------------------ | -------- | ------ |
| Hammarby IF - Alstermo IF (3 - 0) |                          |          |        |
| 12 april                          | Alstermo IF- Hammarby IF | 29 - 35  | 662    |
| 17 april                          | Hammarby IF -Alstermo IF | 28 - 25  | 1 592  |
| 20 april                          | Hammarby IF -Alstermo IF | 31 - 21  | 1 200  |

#### HIF Karlskrona- Tyresö HF
HIF Karlskrona klar för fortsatt i spel i Handbollsligan. Tyresö HF fortsätter i Allsvenskan.
| Datum                              | Match                      | Resultat | Publik |
| ---------------------------------- | -------------------------- | -------- | ------ |
| HIF Karlskrona - Tyresö HF (3 - 0) |                            |          |        |
| 13 april                           | Tyresö HF - HIF Karlskrona | 24 - 27  | 786    |
| 17 april                           | HIF Karlskrona - Tyresö HF | 26 - 21  | 1 426  |
| 23 april                           | HIF Karlskrona - Tyresö HF | 32 - 21  | 1 619  |

### Kvalspel till Allsvenskan
Kvalspelet till Allsvenskan genomförs enligt följande. Första steget är semi-off om två matcher mellan lag 2-3 i division 1 Södra respektive norra. Vid lika många mål gäller europcup-regler med flest gjorda bortamål. 
Vinnarna går vidare till direkt-off för en  matchserie över bäst av tre matcher mot lag 11 och 12 i Allsvenskan.

#### Semi-off
Från Division 1 Norra
- HK Silwing/Troja
- Mantorps IF/HF

Från Division 1 Södra
- Vinslövs HK
- Kungälvs HK

##### HK Silwing/Troja - Vinslövs HK
Vinslövs HK går vidare till direkt-off efter sammanlagt 53 - 51.
| Datum    | Match                          | Resultat | Publik |
| -------- | ------------------------------ | -------- | ------ |
| 8 april  | HK Silwing/Troja- Vinslövs HK  | 27 - 24  | 263    |
| 17 april | Vinslövs HK - HK Silwing/Troja | 29 - 24  | 540    |

##### Kungälvs HK - Mantorps IF/HF
Kungälvs HK vidare till direkt-off efter sammanlagt 50 - 48.
| Datum    | Match                        | Resultat | Publik |
| -------- | ---------------------------- | -------- | ------ |
| 8 april  | Kungälvs HK- Mantorps IF/HF  | 26 - 21  | 642    |
| 17 april | Mantorps IF/HF - Kungälvs HK | 27 - 24  | 232    |

#### Direkt-Off
I direktoff möts lag 11-12 från allsvenskan mot vinnarna i semioff i en matchserie över tre matcher. Vinnarna spelar i allsvenskan förlorarna spelar i division 1.
Från Allsvenskan
- IFK Tumba
- VästeråsIrsta HF

Från Semioff
- Kungälvs HK
- Vinslövs HK

#### IFK Tumba - Vinslövs HK
| Datum                           | Match                   | Resultat | Publik |
| ------------------------------- | ----------------------- | -------- | ------ |
| IFK Tumba - Vinslövs HK (2 - 1) |                         |          |        |
| 22 april                        | Vinslövs HK - IFK Tumba | 29 - 27  | 475    |
| 29 april                        | IFK Tumba - Vinslövs HK | 30 - 21  | 500    |
| 3 maj                           | IFK Tumba - Vinslövs HK | 33 - 28  | 673    |

#### VästeråsIrsta HF - Kungälvs HK
| Datum                                  | Match                          | Resultat | Publik |
| -------------------------------------- | ------------------------------ | -------- | ------ |
| VästeråsIrsta HF - Kungälvs HK (0 - 2) |                                |          |        |
| 22 april                               | Kungälvs HK - VästeråsIrsta HF | 27 - 26  | 323    |
| 27 april                               | VästeråsIrsta HF - Kungälvs HK | 21 - 22  | 467    |